# Морињ (Црна Гора)
Морињ је највеће рибарско насеље на западној обали Которско-рисанског залива у Боки которској на 4 km од Рисна и 8 km од Лепетана. То је старо поморско место чији су мештани учествовали у многим биткама на мору и поморским подвизима који су отварали нове трговачке путеве, али и омогућили отварање школа на народном, српском језику, као што је основна школа у овом месту основана 1803. године. 1843. године у Морињу је са радом почела и библиотека. Својим умећем, знањем и подвизима у поморским биткама истакла се породица Милиновић, посебно капетан Томо Ђуров Милиновић (1770-1846) који је, као ливац топова и војвода учествовао у устанку српског вође Карађорђа. Надомак Мориња је место Костањица која је смештена је у зеленој оази кестена по којој је и добила име (костањ - кестен). То је насеље помораца и рибара, са добро очуваном традиционалном физиономијом на овом подручју. Подручје Костањице се одликује и богатством ловоровог листа, којег мештани вековима сакупљају и од њега производе етерична уља.
Костањицом се завршава полукруг насеља на источној, северној и западној страни Которско- рисанског залива.
Обилује великом количином подземних река и извора, које се уливају у море и тако постају природни филтри мора, те је у овом делу залива море најчистије.
У месту су три цркве, две православне: Светог Јована Богослова и Светог Саве и једна, сада католичка: Црква Светог Трифуна у Морињу.

## Порекло имена
Насеље је према предању добило име Морињ (морила, морити) због превеликог помора становништва у средњем вијеку од куге. До тада, Морињ се звао Драгомановићи (по породици која је бројила највише домаћинстава).
По предању, у Морињу су подједнако умирали и млади и стари, али након смрти једне младе жене, из имућне породице, Морињани су одлучили да потраже помоћ од надриљекара и гатара. Нека гатара, која је наводно могла да исцјељује, је рекла да би било добро да заједно са покојницом, на сандуку ставе и са њом сахране и живог пијетла, који ће бити жртва куги и вјеровала је да ће се Бог смиловати и ријешити их куге. Са тим предлогом није се сложио тадашњи млади морињски свештеник. Он је вјеровао, да само молитва може да спаси село. Предложио је да велику икону Пресвете Богородице из цркве Св. Јована изнесу на извор воде на Сврчак, ту освете водицу, пошкропе народ и уз молитву Богу и Пресветој убрзо ће оздравити цијело село.
У знак поштовања Пресвете Богородице, сваке године 15. јула (када се према предању десило спасоносно исцјељење) Морињани износе њену икону из цркве Светог Јована Богослова.